# Athletic City
Athletic City est la 97e histoire de la série Lucky Luke, avec des dessins de Morris et un scénario de Claude Guylouis. 
L'histoire est assez courte (10 planches) et est publiée pour la première fois dans l'album L'Alibi paru chez Dargaud en 1987.
Le titre est un clin d'œil humoristique à la ville d'Atlantic City.

## Résumé
John Litte Feather, appelé communément « Chet », est un jeune homme faible et chétif. Il est la risée des habitants d'Indigo et notamment des jeunes femmes qui mettent en doute sa virilité. 
Avec l'aide de Lucky Luke, Chet tente de changer de morphologie : après plusieurs mois d'efforts, il devient l’homme le plus musclé de la petite ville...